# Batalla dels turons Seelow
La batalla dels Turons de Seelow [ˈz̊eːlo] (en alemany: Schlacht um die Seelower Höhen) va ser l'última acció defensiva en el Front Oriental abans de la batalla de Berlín entre l'Alemanya nacionalsocialista i la Unió Soviètica, que va portar com a conseqüència directa la ruptura de l'última línia de defensa prèvia a l'ofensiva de l'Exèrcit Roig sobre la capital del Reich.
La batalla va formar part de l'operació ofensiva estratègica de Berlín (16 d'abril - 2 de maig de 1945). Una batalla campal, va ser un dels últims assalts a grans posicions defensives arrelades de la Segona Guerra Mundial. Es va combatre durant tres dies, del 16 al 19 d'abril de 1945. Prop de 1.000.000 de soldats soviètics del primer front belarús (inclosos 78.556 soldats del primer exèrcit comunista polonès), comandat pel mariscal Georgi Júkov, van atacar la posició coneguda com a Portes de Berlín. Es van enfrontar a uns 110.000 soldats del 9è exèrcit alemany, comandat pel general Theodor Busse, com a part del Grup de l'exèrcit de Vístula.

## Rerefons
Fins a l'inici de 1945 el Front Oriental s'havia mantingut relativament estable des de l'agost de 1944 després de les conseqüències de l'Operació Bagration. Romania i Bulgària havien estat forçades a rendir-se i declarar la guerra a Alemanya, a més els alemanys havien perdut Budapest i la major part d'Hongria. D'aquesta manera la plana polonesa va romandre oberta a l'Exèrcit Roig.
Els comandants soviètics, després de la seva inacció durant l'Alçament de Varsòvia, van avançar finalment sobre la capital polonesa al gener de 1945. Durant 3 dies, amb un ampli front, quatre exèrcits soviètics van començar una ofensiva a través del riu Narew i des de Varsòvia. Després de quatre dies de lluita l'Exèrcit Roig va aconseguir vèncer la resistència alemanya i va començar a moure cap a l'oest, recorrent fins a 40 quilòmetres per dia, prenent els estats bàltics, Danzig, Prússia Oriental, Poznan, traçant un nou enfront de només seixanta quilòmetres a l'est de Berlín, al llarg del riu Oder.
Un contraatac fallit dut a terme el 24 de febrer pel recentment creat Grup d'Exèrcits del Vístula, sota el comandament nominal de Heinrich Himmler, va permetre a l'Exèrcit Roig apoderar-se de Pomerania i eliminar tota la resistència a la riba dreta de l'Óder. Mentrestant al sud, els continus intents alemanys d'aixecar el lloc de Budapest van fallar i finalment la ciutat va caure davant els soviètics el 13 de febrer. Tot i que la derrota era inevitable Hitler seguia ordenant contraatacs impossibles, així com l'execució de tasques irrealitzables. Al començament de 1945, Hitler va ordenar una ofensiva a Hongria per recuperar els pous de petroli a sud de Budapest, i formar una barrera contra els soviètics a l'oest del Danubi, per protegir Viena de l'embat soviètic. Coneguda com Ofensiva del Llac Balatón; el nom en clau era Unternehmen Frühlingserwachen, en català Operació Despertar de Primavera, va ser un desastre des de la planificació. De fet, Hitler esperava que l'ofensiva alemanya avancés entre 30 i 50 quilòmetres fins al riu Danubi, que destruís a la III Front Ucraïnès (tres vegades més gran que les forces germanes que ho atacarien, majorment tropes de les Waffen SS) i que després aquestes mateixes forces fessin retrocedir a l'II Front Ucraïnès a nord de la capital hongaresa. El 30 de març els soviètics van entrar a Àustria i el 13 d'abril van prendre Viena.
Tot i que la producció militar alemanya havia caigut a nivells desesperants i les reserves de combustible eren més que insuficients, les tropes alemanyes lluitaven amb més ferotgia que mai i per diverses raons. El fanatisme nacionalista i anticomunista, la humiliació que suposava una rendició incondicional i els milions de refugiats que serien capturats pels soviètics eren les principals raons que tenia el soldat alemany per oposar resistència a l'Exèrcit Roig. D'aquesta manera l'ofensiva cap a Berlín resultava més lenta del que Stalin volia. A més, la negativa d'Hitler a abandonar la capital de l'Reich obligava als generals alemanys a defensar-la a qualsevol preu, ja que havien fet un jurament de lleialtat al Führer, el qual també havia ordenat no evacuar la ciutat.
Stalin per la seva banda, feia creure al màxim cap de les tropes del Front Occidental, el general nord-americà Dwight D. Eisenhower, que l'ofensiva sobre Berlín era una distracció per a una real ofensiva sobre Dresden i que l'últim refugi dels nazis estava indubtablement a Baviera, bressol del nacionalsocialisme i en l'Alpenfestung (fortalesa alpina), en comptes de a Berlín. Al mateix temps, Stalin instava els generals Júkov i Kònev a prendre la capital del Reich el més aviat possible per capturar tot el possible de tecnologia nazi de la capital. Durant un temps, els nord-americans van planejar enviar paracaigudistes sobre Berlín per capturar la ciutat, però Eisenhower, i el comandament militar dels Estats Units, no tenia ganes de patir baixes per capturar una ciutat que quedaria irremeiablement enclavada a la zona d'ocupació soviètica, segons la Conferència de Ialta. És més, per al govern dels EUA era molt més important en aquell moment la Guerra al Pacífic contra el Japó.

## Preparació de l'ofensiva soviètica
El 9 d'abril de 1945 la ciutat de Prússia Oriental, Königsberg es va rendir al Segon Front Belarús sota el comandament del General Konstantín Rokossovski. Immediatament després, Rokosovski i les seves tropes van avançar cap al front de l'Oder. L'ordre de Stalin als seus generals havia estat la d'avançar veloçment per un ampli front, sense deixar espais a la riba dreta del Rin que els aliats occidentals poguessin ocupar primer. Obeint aquesta ordre es va realitzar el desplegament dels fronts de la següent manera: el Segon Front Belarús sota el comandament de Rokosovski va avançar pel nord, cobrint el territori des del mar fins a Seelow, el Primer Front Belarús sota el comandament de Júkov va avançar per l'àrea enfront de Seelow ja que a ell se li havia concedit el privilegi d'arribar a Berlín primer, finalment el primer front Ucraïnès de Kònev avançava cap al sud. L'exèrcit polonès aportava uns 79.000 homes als Fronts soviètics, que sumaven 2,5 milions d'homes en total. L'ofensiva també incloïa 6.250 tancs, 7.500 avions, 41.600 peces d'artilleria i morters, 3.255 llançadors de coets Katiuixa i gairebé 100.000 vehicles, la majoria prestats pels Estats Units. Sumant-se a això, els soviètics van desplegar uns 143 reflectors de llum que havien d'encegar als defensors, així com il·luminar el camí a Berlín.
El 20 de març Hitler va designar al General Gotthard Heinrici com a reemplaçament d'un inoperant Himmler en el comandament del Grup d'Exèrcits Vístula, Heinrici, que era un hàbil estrateg, va endevinar les intencions de Júkov i va aconseguir crear un sistema defensiu excel·lent, atesos els seus escassos recursos. La profunditat d'aquestes defenses abastava els 40 km, recorrent a poblacions fortificades, inundacions i punts forts de suport. Es van sembrar extensos camps de mines, i es van Excavar fosses antitancs de 3 metres de profunditat i de 3,5 metres d'amplada. La línia principal es trobava just als peus dels turons de Seelow, que constituïen per si mateixos un formidable obstacle, amb els seus 30 m d'alçada i una gran pendent, difícil de superar pels tancs de l'època. La primera línia de defensa, amb una profunditat d'uns 10 km, estava defensada per elements de 10 divisions, que serien retirats en l'últim moment, per evitar el bombardeig preparatori de l'artilleria. La segona línia, similar en profunditat, consistia en nombroses posicions autònomes, intercomunicades per trinxeres, amb múltiples punts de suport i emplaçaments des dels quals era possible llançar contraatacs. En aquesta línia es trobaven posicions d'artilleria i antiaèries, que actuarien com a artilleria de campanya. Els mateixos turons de Seelow comptaven amb un fortí que tallava l'autopista cap a Berlín. La tercera i última línia estava formada per una cadena de poblacions fortificades, amb els seus sectors de tir entrecreuats, i estava destinada a bloquejar un trencament d'unitats cuirassades. Els tancs i caçatancs alemanys contraatacarien en aquest sector.

## L'escassetat d'homes i mitjans
Tot i aquest desplegament, les defenses necessitaven homes que les ocupessin i sobre això, la situació alemanya era desesperada. El 9è Exèrcit, que suportaria el pes de la defensa, amb prou feines comptava amb 200.000 homes, 658 bateries amb un total de 2.625 canons i una mica més de 500 tancs i caçatancs. La Luftwaffe, encara que tenia gairebé 3.000 avions en tot el front oriental, estava molt limitada per l'escassetat de combustible. Heinrici, va fer meravelles per desplegar les seves unitats; cuidava aspectes com la unió entre les diferents divisions, per evitar tenir punts febles en els sectors d'unió, perquè sabia que els soviètics els sabien explotar molt bé. Les divisions d'infanteria alemanyes no arribaven als 8.000 homes i les de tancs estaven a menys del 50% dels seus efectius. L'escassetat de munició i combustible per als vehicles era aclaparadora. La localitat de Seelow era defensada per joves soldats de la 9a Divisió de Paracaigudistes, cedits per Hermann Goering a Heinrici. Aquests soldats inexperts només tenien dues setmanes d'entrenament en infanteria i estaven dirigits per pilots experts, que no tenien cap coneixement de les tàctiques de combat terrestre. Per contra, una de les formacions més poderoses era la reconstituïda Divisió Panzer Kurmark que comptava amb 30 Tiger II, un batalló de Panther i un altre de caçatancs Hetzer, així com unitats de reconeixement. Malgrat aquest panorama i que pocs dubtaven del resultat final de la batalla, la moral dels soldats alemanys era alta, ja que lluitaven per defensar la pàtria i les famílies, i volien fer pagar als soviètics un preu molt alt la conquesta de Berlin.

## Reconeixement de la força
En un últim intent per enganyar els alemanys sobre el veritable punt de ruptura, Júkov va ordenar un reconeixement en força el dia 14 d'abril, dos dies abans de l'atac, que va ser dut a terme al llarg del front dels 47è i 33è Exèrcits. A més de confondre l'enemic, un dels objectius d'aquesta operació era guanyar terreny per facilitar la tasca de neteja de mines als sapadors. El reconeixement es va dur a terme per part d'un total de 38 batallons, cadascun dels quals, en general, estava recolzat per una companyia de T-34 o, fins i tot tancs pesats IS-2, una bateria d'artilleria autopropulsada SEU-76 o ISU-152 i cobertura d'artilleria. Encara que es va aconseguir prendre certa quantitat de terreny, les baixes van ser molt elevades. Només el 2n Cos Panzer SS va destruir més de 80 tancs aquest dia. Pitjor encara, els alemanys no es van deixar despistar, ja que tenien clares les intencions soviètiques. Júkov no en va quedar gaire satisfet i va ordenar una operació similar per al dia 15 amb forces reduïdes. Però malgrat el terreny guanyat i dels camps de mines aixecats, els soviètics van seguir sense tenir una idea clara del dispositiu defensiu alemany. Aquesta nit, Heinrici va ordenar abandonar la primera línia de defensa, deixant forces mínimes a l'avantguarda, davant l'esperat atac del dia 16.

## Retirada alemanya estratègica i atac soviètic
Júkov pensava que els pujols no anaven a ser gran problema per al seu exèrcit i per això a les dues del matí del 16 d'abril 22.000 canons russos de llarg abast van obrir foc al llarg de tot el front, concentrant-se la major intensitat enfront de Seelow, escombrant cada pam de terreny a la plana entre la localitat i l'Óder, esperant amb això que els alemanys supervivents es rendissin. Per a aquell moment Heinrici, i malgrat les ordres d'Hitler de no retrocedir voluntàriament, havia retirat el gruix de les seves tropes i les baixes van ser poques. A les 03:20 del matí, la nit es va fer dia, ja que més de 100 projectors van començar a il·luminar el camp de batalla i les posicions alemanyes, embolicades en fum. Però van aconseguir un efecte contrari, ja que el bombardeig havia estat de tal magnitud, que tota la zona estava embolicada en núvols de fum i terra, que no deixaven passar els feixos de llum i, a més, els reflectien, en comptes d'il·luminar els núvols baixos perquè il·luminessin terra. A més d'encegar als atacants, els projectors de llum perfilaven perfectament les siluetes dels soldats soviètics davant els alemanys. El 5è Exèrcit de Xoc va atacar amb cinc divisions a l'avantguarda, recolzades per regiments de tancs IS-2, quatre de T-34/85, i dos d'artilleria autopropulsada. Aquesta formidable massa cuirassada es va llançar sobre els destrossats i dèbils punts de defenses alemanyes, enfonsant-se en el núvol de fum aixecada pel bombardeig previ a l'ofensiva. En sortir d'aquesta cortina i recolzada, inútilment, pels projectors, va començar a ser blanc de foc alemany, un cop sobrepassades les primeres defenses. Per enfrontar-s'hi estaven les restes de 3 regiments de la novena Divisió de Paracaigudistes, dos dels quals havien estat sorpresos mentre es traslladaven de posició per l'artilleria soviètica, i havien patit moltes baixes. Malgrat tot, van aconseguir destruir més de 30 tancs i van frenar l'avanç de 3 divisions, al sector de Buschdorf. Alhora es van produir combats molt violents al voltant d'una factoria de sucre, a Werbig, abans que els aclaparadors números soviètics s'imposessin. Un reforç inesperat, a aquestes alçades de la guerra, va arribar en forma del tren blindat Berlin que, equipat amb cinc vagons armats amb canons de 88mm, van destruir gairebé 60 tancs soviètics, i va provocar una carnisseria entre les tropes d'infanteria que els donaven suport. Finalment, l'artilleria soviètica i el gran nombre de tancs, especialment T-34, es van imposar i les últimes posicions defensives alemanyes, a Werbig, van caure cap al migdia. A la fi del primer dia de combats, el 5è Exèrcit havia penetrat uns 10 km, sense aconseguir la ruptura i patint grans baixes en el procés. A sud, l'atac del 5è Exèrcit, les coses no van anar millor pel 8è Exèrcit de la Guàrdia, que va atacar amb els seus 3 cossos en línia, després d'una preparació artillera molt específica però tot i això inútil, davant de posicions buides. A més, en aquest sector, el foc d'artilleria alemanya, encara escassa de munició però totalment inadvertida per als soviètics, va resultar molt efectiu. Com unitats blindades de suport comptava amb el batalló Münchberg, amb deu tancs Panther i altres deu Tiger, que van contraatacar immediatament i, des de posicions amb el casc ocult, van destruir diversos IS-2, i T-34 que avançaven confiats. Més de 50 blindats van quedar calcinats davant les línies alemanyes. Quan l'artilleria soviètica va començar a caure sobre les noves defenses descobertes, els cansats defensors es van retirar a la segona línia, i en aquest procés, una columna de tancs T-34 va aconseguir penetrar les defenses i va avançar en direcció cap a Seelow. No obstant això, es va topar de front amb sis Tiger II de l'506è Batalló Panzer, que van destruir una vintena de T-34 i van forçar a la resta a replegar-se. Els Tiger II van esgotar la seva munició contra la infanteria que els seguien i es van retirar per repostar. Mentrestant, al sud, el 1r Front Ucraïnès de Kònev anava avançant d'acord amb el pla, empenyent cap enrere a l'IV Exèrcit Panzer del Grup d'Exèrcits del Centre sota el comandament del General Ferdinand Schörner, aquesta acció estava afectant perillosament tant a Heinrici com a Schörner, ja que els seus Grups d'Exèrcit s'arriscaven a ser envoltats.
Stalin, molest pels contratemps de l'avanç cap a Seelow, va donar permís a mariscal Ivan Kònev per avançar pel seu compte amb el 1r Front d'Ucraïna cap a Berlín, pressionant amb això a Júkov, qui va enviar totes les seves reserves a combatre, que van aconseguir avançar només sis quilòmetres. Amb això Stalin volia que la conquesta de Berlín fos una cursa entre els dos mariscals, utilitzant aquesta «competència» per aconseguir capturar la capital del Reich abans que les tropes nord-americanes. No obstant això Júkov va seguir pressionant, patint pèrdues en infanteria i tancs però mantenint sense parar un ferotge bombardeig d'artilleria lleugera i pesada sobre els turons, i a l'alba del 17 d'abril les tropes del 1r Front de Belarús havien destruït el primer cinturó defensiu alemany i avançat uns 6 quilòmetres, llançant-se a atacar la segona línia de defenses.
La situació va preocupar a Gotthard Heinrici, cap màxim del Grup d'Exèrcits Vístula de la Wehrmacht, ja que les seves forces (constituïdes tot just pel 9è Exèrcit del general Theodor Busse) no tenien reserves i, en aquesta situació, la defensa alemanya tot just podria durar tres dies. El dia 17 d'abril les forces de Júkov es van llançar novament a l'ofensiva, i dos exèrcits soviètics, el 5è de Xoc i el 2n de Tancs de la Guàrdia, van trencar el segon cinturó defensiu, avançant en total uns 4 a 6 quilòmetres cap a l'oest i obligant a la reculada massiu de la línia de defensa alemanya per evitar un setge. No obstant això aquesta vegada l'Exèrcit Roig va patir més baixes, entre morts i ferits, juntament amb la pèrdua de més tancs.
Cap al sud dels Pujols de Seelow la situació alemanya es complicava per un nou factor: el Primer Front Ucraïnès del general Ivan Konev va llençar un atac ferotge contra el 4t Exèrcit Panzer, que constituïa el flanc nord del Grup d'Exèrcits Centre del general Ferdinand Schörner. La debilitat del 4t Exèrcit Panzer va obligar a retrocedir, posant en risc al 9è Exèrcit de Busse, que havia de retrocedir també les seves defenses per evitar que el seu flanc dret quedés desprotegit.
El 18 d'abril l'ofensiva soviètica s'endureix i el general Busse ordena que a l'avanç soviètic sigui repel·lit per les dues úniques divisions de defensa de què disposa: l'11a Divisió de Granaders SS Nordland i la 23a Divisió de Granaders Voluntaris SS Nederland, que només van aconseguir retardar l'avanç soviètic. El 47è Exèrcit i el 3r Exèrcit de Xoc soviètics van arribar a l'últim anell defensiu alemany la nit de l'18 d'abril, mentre Heinrici va ordenar que el 9è Exèrcit i les seves reserves marxessin cap al nord per evitar un encerclament. Una ordre similar es lliurà a l'4t Exèrcit Panzer. A l'alba del 19 d'abril, el Front Oriental havia deixat d'existir com a tal i les restes dels 4t i 9è Exèrcits Panzer corrien el risc de ser envoltats pel 1r Front Ucraïnès que avançava des del sud i el 1r Front de Belarús des de l'est. Aquest últim es trobava a menys de seixanta quilòmetres de Berlín i cap força important se'ls oposava en el seu camí, en quedar tot just bosses de resistència formades per delmats batallons alemanys, per la qual cosa la retirada del gruix de tropes alemanyes era imperativa. No obstant això, per aconseguir-ho, les baixes soviètiques van ser elevades: uns 20 000 homes entre morts i ferits. Quant a material, en el qual anava del mes d'abril els russos havien perdut 2807 tancs dels quals 750 havien caigut als alts de Seelow.

## Resultats
La batalla dels Pujols de Seelow va ser l'últim èxit estratègic de la Wehrmacht al Front Oriental, i va permetre una retirada ordenada que va salvar, gràcies a la perícia i intel·ligència de Heinrici, milers de soldats per al seu ús en la defensa final de Berlín, allargant uns dies la guerra, i impedint que es complís el desig de Hitler d'oposar una defensa suïcida contra tropes atacants molt superiors en nombre. No obstant això, l'Exèrcit Roig va resultar triomfant, ja que l'eliminació de l'última línia de defensa alemanya va causar que Berlín, la pròpia capital alemanya, es convertís en una ciutat en la línia de front amb tots els problemes logístics i tàctics, a més de propagandístics, que això significava per al Tercer Reich. L'eliminació de la línia de defensa alemanya va permetre a l'ofensiva final soviètica que conclouria amb la caiguda de Berlín, el suïcidi de Hitler i la rendició incondicional d'Alemanya tot just vint dies després d'aquesta batalla.